# Roger Labric
Pour les articles homonymes, voir Labric.

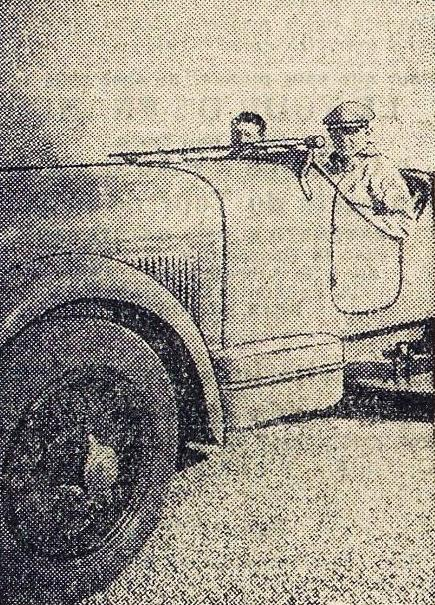
Roger Labric aux 24 Heures du Mans 1933.

Roger Labric, né le 19 février 1893 à Boulogne-sur-Seine (Seine) et mort le 24 mai 1962 à Paris 9e (Seine), est un cycliste, pilote de course, journaliste, romancier et historien français, spécialisé dans l'aviation et les courses automobiles. Fils de l'artiste peintre Jeanne Labric et frère de Pierre Labric.

## Carrière
Fils de Joseph Labric et de Jeanne Cot, Adrien Léon Jean Auguste Roger Labric entre dans un club de cyclisme amateur en 1909 et participe à des compétitions amateurs,.
Roger Labric est incorporé à la 23e Section de Commis et Ouvriers d'Administration en septembre 1914, il passe au 79e régiment d'infanterie en 1915, Bataille d'Ypres (1915), Bataille de Champagne (1915), puis au 1er groupe d'aviation en mai 1916 à Cazaux et à Avord.  Il passe à l'escadrille expérimentale du groupe Breguet-Michelin à Clermont-Ferrand. Il sert en Roumanie, comme bombardier-mitrailleur, à la B.M. 8, en 1917 lors de la Mission Berthelot. Puis il est affecté aux 3e et 1er groupes d'aviation, CRP (le camp retranché de Paris), puis BR 127, à Bordeaux et à Longvic comme moniteur en 1918. On le dit ami d'enfance et camarade d'escadrille de Roland Garros et ami de Jean Mermoz.
Après-guerre, il est rédacteur en chef de « L'Aéro-Sports », journaliste à « La Vie Aérienne », au journal « Le Sportif » et au journal « La Liberté ».
Roger Labric fonde le « Club des Oies sauvages » en janvier 1920 pour regrouper les anciens pilotes, mécaniciens et observateurs des « Groupes de Bombardement » et des « Escadrilles Bréguet-Michelin ». 
Il  gagne les championnats de la presse sportive, organisés par « l'Auto » sur le parcours Porte Maillot-Ville d'Avray, en 1920 et 1921. 
Il s'engage sur Paris-Metz et Bordeaux-Paris en 1920 et participe au Tour de France 1920, avec un abandon au cours de la troisième étape. 
Après-guerre, il y a une proximité entre coureurs cyclistes et pilotes d'avions, beaucoup de coureurs ont été pilotes ou ont servi dans l'aviation pendant la Première Guerre mondiale : Jules Miquel, J. Louvet, etc.  
« La Liberté » organise un « Grand-Prix cycliste des Aviateurs », en 1922, mettant aux prises les aviateurs ayant leur brevet de pilote, autour de l'hippodrome de Longchamp. Labric y participe,. 
Il gagne la course de côte des Dix-sept tournants des voitures de sport de 3 L en 1926 sur Duesenberg. 
Il bat le record du monde de distance en circuit fermé pour avion léger en 1927 avec 1 146 kilomètres à Zurich avec Maurice Finat. 
Il participe au « championnat automobile des aviateurs » en 1929, au Bol d'or automobile et au Grand-Prix du journal « le Matin » sur le Circuit de Dieppe en 1930.
Labric participe 7 fois aux 24 Heures du Mans de 1931 à 1937. Il finit 9e aux 24 Heures du Mans 1932. Il inscrit les Bugatti Type 57 aux 24 Heures du Mans 1937, victoire de Jean-Pierre Wimille et de Robert Benoist dans l'une des voitures.
Labric relève Paul Doumer lors de l'attentat qui lui fut fatal le 6 mai 1932 lors de l'exposition consacrée aux écrivains de la Grande Guerre.
Il a contribué à des revues spécialisées et des journaux, il a écrit plusieurs livres, notamment plusieurs histoires de l'aviation de la Première Guerre mondiale, une histoire des 24 Heures du Mans et une biographie de son ami, Robert Benoist.

## Distinctions
- Officier de la Légion d'honneur[16]
- Médaille militaire 1920
- Croix de guerre 1914–1918, étoile d'argent 20 juillet 1917. 5 citations
- Ordre de Saint-Georges 3e classe
- Médaille Militaire de Roumanie